# Димитриос Занас (юрист)
 Тази статия е за юриста.  За дядо му, лекар и революционер вижте Димитриос Занас.  
Димитриос Константину Занас (на гръцки: Δημήτριος Κωνσταντίνου Ζάννας) е гръцки общественик, юрист, председател на Фондацията на Музея на македонската борба в Солун.

## Биография
Роден е в 1920 година. Син е на Константинос Занас и внук на лекаря и революционер Димитриос Занас (1920 - 2013). Семейството произхожда от влашкото олимпийско село Ливади. По време на нацистката окупация през Втората световна война участва в нелегална мрежа за спасяване на евреи. Затворен от германците заедно с майка си и баща си. При министър-председателя Георгиос Папандреу служи като главен секретар на Министерството на координация (1950-1952). По-късно е председател на местния комитет на туризма в Солун. След падането на хунтата в 1974 година за един месец изпълнява длъжността кмет на Солун, тъй като Константинос Караманлис не иска да бъде посрещнат в Солун от човек, назначен от диктатурата.
Занас е основател на Гръцката федерация по ветроходство и член на първия ѝ управителен съвет. Председател е на Солунското християнско младежко братство и председател на Солунския морски клуб, член е на управителния съвет на Американското земеделско училище. Удостоен е със златен кръст на Одрена на феникса за социалните му дейности. Държавата Израел го провъзгласява за праведник сред народите за приноса му за спасяване на евреи от Холокоста. До края на живота си е почетен председател на Фондацията на Музея на македонската борба, а от 2002 г. е почетен член на Асоциацията на всекидневниците на Македония и Тракия. Умира в 2013 година и е погребан в катедралата „Свети Григорий Палама“.